# 多紋長尾鮨
多紋長尾鮨（学名：Pronotogrammus multifasciatus)為輻鰭魚綱鱸形目鱸亞目鮨科的其中一種，分布於東大西洋區，從美國洛杉磯至秘魯北部海域，棲息深度40-200公尺，體長可達26公分，棲息在深水礁石區，為底棲性魚類，屬肉食性，以甲殼類為食。
其种加词“multifasciatus”意为“多带的”。